# Рябов, Григорий Андреевич
Григо́рий Андре́евич Ря́бов (4 ноября 1895, дер. Шерья, Вологодская губерния — 25 апреля 1938, Москва) — советский партийный деятель, 1-й секретарь Организационного бюро ЦК ВКП(б) по Вологодской области. Входил в состав особой тройки НКВД СССР.

## Биография
Родился в 1895 году в деревне Шерья Вологодской губернии. Участвовал в Первой мировой войне, в партизанском движении против формирований генерала Е. Миллера, в Гражданской войне.
В 1918 году вступил в члены РКП(б). С 1919 по 1921 годы служил в РККА.
- 1921—1925 годы — заведующий информационным отделом, инструктор Архангельского губернского комитета РКП(б).
- 1925—1928 годы — ответственный секретарь Архангельского уездного комитета РКП(б) — ВКП(б).
- 1928—1929 годы — заведующий отделом по работе в деревне, заведующий Организационным отделом Архангельского губернского комитета ВКП(б).
- 1929—1931 годы — заведующий деревенским отделом Северного краевого комитета ВКП(б).
- 1931—1932 годы — ответственный секретарь Маймакского районного комитета ВКП(б) (Северный край).
- 1932—1934 годы — заведующий распределительным отделом Северного краевого комитета ВКП(б).
- 1934—1937 годы — заведующий отделом руководящих партийных органов Северного краевого — областного комитета ВКП(б).
- 1937 год — 2-й секретарь Северного областного комитета ВКП(б), 2-й секретарь Архангельского областного комитета ВКП(б). Тогда же вошёл в состав Особой тройки, созданной по приказу НКВД СССР от 30.07.1937 № 00447[1] и активным участием в сталинских репрессиях[2].
- 1937 год (сентябрь–ноябрь) — 1-й секретарь организационного бюро ЦК ВКП(б) по Вологодской области[3].

## Завершающий этап
Арестован 16 ноября 1937 года по сталинскому списку от 19 апреля 1938 года приговорён к ВМН ВКВС СССР 25 апреля 1938 г.
Обвинялся по статьям 58-1а, 58-8, 58-11 УК РСФСР. Расстрелян в день вынесения приговора в Москве.
Реабилитирован 30 июня 1956 года определением ВКВС СССР за отсутствием состава преступления.